# Euro Cup de la LEN de waterpolo masculina
L'Euro Cup de la LEN (oficialment en anglès: LEN Euro Cup), anomenada Copa LEN de waterpolo entre 1992 i 2011, és una competició esportiva de clubs de waterpolo europeus, creada la temporada 1992-93. De caràcter anual, és organitzada per la Lliga Europea de Natació. Hi participen els clubs europeus que no ha pogut classificar-se a la Lliga de Campions, disputant la competició en dues fases. Una primera en format de lligueta, on es classifiquen els dos millors equips classificats de cadascun dels quatre grups. I una segona, on els equips classificats disputen eliminatòries a doble partit de quarts de final, semifinal i final, que decideix el campió de la competició.
És considerada com la segona competició europea de clubs de waterpolo, després de la reorganització de les competicions la temporada 2002-03, fusionant-se la Copa i Recopa d'Europa per donar lloc a la nova Eurolliga de la LEN. El Club Natació Barcelona amb dos títols (1995, 2004) i el Club Natació Sabadell (2022) són els únics clubs catalans que han guanyat la competició.

## Historial
| En negreta = Equip guanyador (1) = Nombres de títols 1-1 = Marcador campió-subcampió (pro.) = Prórroga (p.) = Penaltis Nota. Noms dels equips segons l'època |

| Edició                | Temp.                 | Campió                                                          | Resultat                                                        | Finalista                                                       | Seu                                                             | refs                  |
| Copa LEN de waterpolo | Copa LEN de waterpolo | Copa LEN de waterpolo                                           | Copa LEN de waterpolo                                           | Copa LEN de waterpolo                                           | Copa LEN de waterpolo                                           | Copa LEN de waterpolo |
| --------------------- | --------------------- | --------------------------------------------------------------- | --------------------------------------------------------------- | --------------------------------------------------------------- | --------------------------------------------------------------- | --------------------- |
| I                     | 1992-93               | Újpesti TE (1)                                                  | 12-7 / 16-13                                                    | Pro Recco                                                       |                                                                 |                       |
| II                    | 1993-94               | Racing Roma (1)                                                 | 15-14 / 8-7                                                     | Volturno SC                                                     |                                                                 |                       |
| III                   | 1994-95               | CN Barcelona (1)                                                | 8-10 / 9-7                                                      | Ferencvárosi TC                                                 | Budapest / Barcelona                                            | [ 3 ]                 |
| IV                    | 1995-96               | ASW Pescara (1)                                                 |                                                                 | Szeged VE                                                       |                                                                 |                       |
| V                     | 1996-97               | Újpesti TE (2)                                                  |                                                                 | Ferencváros TC                                                  |                                                                 |                       |
| VI                    | 1997-98               | VK Partizan (1)                                                 |                                                                 | VK Jadran Split                                                 |                                                                 |                       |
| VII                   | 1998-99               | Újpesti TE (3)                                                  |                                                                 | NO Patras                                                       |                                                                 |                       |
| VIII                  | 1999-00               | VK JUG Dubrovnic (1)                                            |                                                                 | ASW Pescara                                                     |                                                                 |                       |
| IX                    | 2000-01               | HAVK Mladost (1)                                                |                                                                 | Leonessa Brescia                                                |                                                                 |                       |
| X                     | 2001-02               | Leonessa Brescia (1)                                            |                                                                 | Pro Recco                                                       |                                                                 |                       |
| XI                    | 2002-03               | Leonessa Brescia (2)                                            |                                                                 | RN Florentia                                                    |                                                                 |                       |
| XII                   | 2003-04               | CN Barcelona (2)                                                | 11-11 / 10-5                                                    | NO Vouliagmeni                                                  | Atenes / Barcelona                                              | [ 4 ]                 |
| XIII                  | 2004-05               | RN Savona (1)                                                   |                                                                 | VK Partizan                                                     |                                                                 |                       |
| XIV                   | 2005-06               | Leonessa Brescia (3)                                            |                                                                 | Sintez Kazan                                                    |                                                                 |                       |
| XV                    | 2006-07               | Sintez Kazan (1)                                                | 10-12 / 9-10                                                    | VK Šibenik                                                      | Šibenik / Kazan                                                 |                       |
| XVI                   | 2007-08               | Sthurm Chehov (1)                                               | 8-8 / 12-7                                                      | ZF Eger                                                         | Eger / ?                                                        |                       |
| XVII                  | 2008-09               | Szeged Beton VE (1)                                             | 8-6 / 17-13                                                     | Panionios                                                       | Atenes / Szeged                                                 |                       |
| XVIII                 | 2009-10               | VA Cattaro (1)                                                  |                                                                 | RN Savona                                                       |                                                                 |                       |
| XIX                   | 2010-11               | RN Savona (2)                                                   | 9-9 / 11-3                                                      | Panionios                                                       | Atenes / Savona                                                 |                       |
| Euro Cup de la LEN    |                       |                                                                 |                                                                 |                                                                 |                                                                 |                       |
| XX                    | 2011-12               | RN Savona (3)                                                   | 14-5 / 8-6                                                      | CN Sabadell                                                     | Savona / Sabadell                                               | [ 5 ]                 |
| XXI                   | 2012-13               | VK Radnički Kragujevac (1)                                      | 8-5 / 6-7                                                       | RN Florentia                                                    |                                                                 |                       |
| XXII                  | 2013-14               | Spartak Volgograd (1)                                           | 11-5 / 9-5                                                      | HAVK Mladost                                                    |                                                                 |                       |
| XXIII                 | 2014-15               | CN Posillipo (1)                                                | 6-6 / 10-11                                                     | AS Acquachiara                                                  |                                                                 |                       |
| XXIV                  | 2015-16               | AN Brescia (4)                                                  | 6-11 / 12-6                                                     | Sintez Kazan                                                    | Kazan / Brescia                                                 |                       |
| XXV                   | 2016-17               | Ferencvárosi TC (1)                                             | 6-12 / 7-7                                                      | Digi Oradea                                                     | Oradea / Budapest                                               |                       |
| XXVI                  | 2017-18               | Ferencvárosi TC (2)                                             | 9-8 / 5-8                                                       | Banco BPM SM Busto                                              | Budapest / Busto Arsizio                                        |                       |
| XXVII                 | 2018-19               | CN Marsella (1)                                                 | 9-8 / 7-7                                                       | Jadran Carine                                                   | Marsella / Herceg Novi                                          |                       |
| XXVIII                | 2019-20               | Edició cancel·lada per la Pandèmia per coronavirus de 2019-2020 | Edició cancel·lada per la Pandèmia per coronavirus de 2019-2020 | Edició cancel·lada per la Pandèmia per coronavirus de 2019-2020 | Edició cancel·lada per la Pandèmia per coronavirus de 2019-2020 | [ 6 ]                 |
| XXIX                  | 2020-21               | Szolnok (1)                                                     | 14-11 / 11-8                                                    | OSC Budapest                                                    | Szolnok / Budapest                                              |                       |
| XXX                   | 2021-22               | CN Sabadell (1)                                                 | 9-7 / 11-5                                                      | Telimar Palerm                                                  | Palerm / Sabadell                                               | [ 2 ]                 |
| XXXI                  | 2022-23               | Vasas SC (1)                                                    | 8-8 / 15-7                                                      | RN Savona                                                       | Savona / Budapest                                               | [ 7 ]                 |
| XXXII                 | 2023-24               | VK JUG Dubrovnic (2)                                            | 12–6                                                            | VK Primorje Rijeka                                              | Piscina Zdravko-Ciro Kovacic, Rijeka                            | [ 8 ]                 |

## Palmarès
| Club                           | Campió | Subcampió | Final | Anys campió                        | Anys subcampió   |
| ------------------------------ | ------ | --------- | ----- | ---------------------------------- | ---------------- |
| Associazione Nuotatori Brescia | 4      | 1         | 5     | 2001-02, 2002-03, 2005-06, 2015-16 | 2000-01          |
| Rari Nantes Savona             | 3      | 2         | 5     | 2004-05, 2010-11, 2011-12          | 2009-10, 2022-23 |
| Újpest TE                      | 3      | 0         | 3     | 1992-93, 1996-97, 1998-99          | –                |
| Ferencvárosi Torna Club        | 2      | 1         | 2     | 2016-17, 2017-18                   | 1994-95          |
| Club Natació Barcelona         | 2      | 0         | 2     | 1994-95, 2003-04                   | –                |
| Vaterpolski klub Jug           | 2      | 0         | 2     | 1999-00, 2023-24                   | –                |
| AS Waterpolis Pescara          | 1      | 1         | 2     | 1995-96                            | 1999-00          |
| Vaterpolo klub Partizan        | 1      | 1         | 2     | 1997-98                            | 2004-05          |
| Sintez Kazan                   | 1      | 1         | 2     | 2006-07                            | 2005-06          |
| Club Natació Sabadell          | 1      | 1         | 2     | 2021-22                            | 2011-12          |
| AS Racing Roma                 | 1      | 0         | 1     | 1993-94                            | –                |
| HAVK Mladost                   | 1      | 0         | 1     | 2000-01                            | –                |
| Shturm 2002                    | 1      | 0         | 1     | 2007-08                            | –                |
| Szegedi VE                     | 1      | 0         | 1     | 2008-09                            | –                |
| Akademija Cattaro              | 1      | 0         | 1     | 2009-10                            | –                |
| VK Radnički Kragujevac         | 1      | 0         | 1     | 2012-13                            | –                |
| KVP Spartak Volgograd          | 1      | 0         | 1     | 2013-14                            | –                |
| Circolo Nautico Posillipo      | 1      | 0         | 1     | 2014-15                            | –                |
| CN Marsella                    | 1      | 0         | 1     | 2018-19                            | –                |